# Tajik League 2016
De Tajik League 2016 is het 25e seizoen van het voetbalkampioenschap van Tadzjikistan (Ligai olii Toçikiston).
Het hoogste niveau bestaat uit tien voetbalclubs en er wordt gevoetbald van het voorjaar tot en met het najaar. Titelhouder van vorige seizoen is Istiqlol Dushanbe.

## Teams
| Team                    | Locatie      | Stadion                        | Capaciteit |
| ----------------------- | ------------ | ------------------------------ | ---------- |
| Barkchi                 | Hisor        | Central Republican Stadium     | 24,000     |
| CSKA Pomir Dushanbe     | Dushanbe     | CSKA Stadium                   | 7,000      |
| Istiklol Doesjanbe      | Dushanbe     | Central Republican Stadium     | 24,000     |
| Khayr Vahdat            | Vahdat       |                                |            |
| Hosilot Farkhor         | Farkhar      | Central Stadium                |            |
| Khujand                 | Khujand      | 20-Letie Nezavisimostistadion  | 20,000     |
| Parvoz Bobojon Ghafurov | Ghafurov     | Furudgoh Stadium               | 5,000      |
| Ravshan                 | Kulob        | Kulob Central Stadium          | 20,000     |
| Regar-TadAZ             | Tursunzoda   | Stadium Metallurg 1st District | 20,000     |
| Vakhsh                  | Qurghonteppa | Tsentralnyi Stadium            | 10,000     |

## Stand
| Pos | Team                   | Wed | W  | G | V  | Ptn | DV | DT | +/− | Kwalificatie of degradatie |
| --- | ---------------------- | --- | -- | - | -- | --- | -- | -- | --- | -------------------------- |
| 1   | Istiklol Doesjanbe (C) | 18  | 14 | 3 | 1  | 45  | 67 | 20 | +47 | AFC Cup 2017               |
| 2   | Khosilot Farkhor       | 18  | 11 | 4 | 3  | 37  | 40 | 16 | +24 | AFC Cup 2017               |
| 3   | Regar-TadAZ            | 18  | 10 | 2 | 6  | 32  | 36 | 23 | +13 |                            |
| 4   | Barki Tajik            | 18  | 9  | 2 | 7  | 29  | 32 | 25 | +7  |                            |
| 5   | Khayr Vahdat           | 18  | 8  | 5 | 5  | 29  | 29 | 25 | +4  |                            |
| 6   | CSKA Pamir Dushanbe    | 18  | 8  | 3 | 7  | 27  | 23 | 16 | +7  |                            |
| 7   | Khujand                | 18  | 8  | 1 | 9  | 25  | 22 | 37 | −15 |                            |
| 8   | Vakhsh                 | 18  | 5  | 3 | 10 | 18  | 21 | 39 | −18 |                            |
| 9   | Ravshan Kulob          | 18  | 2  | 3 | 13 | 9   | 17 | 50 | −33 |                            |
| 10  | Parvoz                 | 18  | 1  | 2 | 15 | 5   | 14 | 50 | −36 |                            |

## Resultaat
| Thuis \ Uit             | BTD | CPD | KVA | KHO | KJD  | IST | PBG | RAV | RZD | VAK |
| ----------------------- | --- | --- | --- | --- | ---- | --- | --- | --- | --- | --- |
| Barki Tajik             |     | 0–1 | 2–1 | 3–1 | 3–2  | 1–5 | 3–0 | 2–0 | 2–1 | 4–0 |
| CSKA Pamir              | 2–0 |     | 1–1 | 1–0 | 0–1  | 0–0 | 3–0 | 3–1 | 0–1 | 2–0 |
| Khayr Vahdat            | 1–0 | 0–0 |     | 0–0 | 4–1  | 0–0 | 3–0 | 4–0 | 0–1 | 1–0 |
| Khosilot Farkhor        | 2–2 | 2–1 | 6–0 |     | 1–0  | 1–1 | 1–0 | 4–0 | 4–0 | 3–2 |
| Khujand                 | 1–1 | 2–1 | 1–5 | 0–1 |      | 0–2 | 1–0 | 1–0 | 0–2 | 2–1 |
| Istiklol Doesjanbe      | 4–2 | 2–1 | 4–1 | 2–1 | 10–1 |     | 8–2 | 7–1 | 3–1 | 6–3 |
| Parvoz Bobojon Ghafurov | 1–2 | 0–2 | 2–3 | 1–5 | 0–4  | 0–4 |     | 1–3 | 1–0 | 0–0 |
| Ravshan Kulob           | 0–5 | 1–2 | 1–3 | 0–2 | 2–3  | 2–1 | 3–3 |     | 1–1 | 1–2 |
| Regar-TadAZ             | 1–0 | 2–1 | 5–1 | 2–2 | 3–0  | 2–3 | 3–2 | 5–0 |     | 5–1 |
| Vakhsh Qurghonteppa     | 2–0 | 3–2 | 0–0 | 0–3 | 1–2  | 1–5 | 2–1 | 1–1 | 2–1 |     |

## Topscores
| Rank | Speler               | Club                            | Doelpunten |
| ---- | -------------------- | ------------------------------- | ---------- |
| 1    | Manuchekhr Dzhalilov | Istiklol                        | 22         |
| 2    | Kamil Saidov         | Barki Tajik/Khosilot Farkhor    | 12         |
| 3    | Fatkhullo Fatkhuloev | Istiklol                        | 10         |
| 3    | Romish Jalilov       | Regar-TadAZ                     | 10         |
| 5    | Jones Agbley         | Khayr Vahdat                    | 8          |
| 5    | Komron Tursunov      | Regar-TadAZ                     | 8          |
| 5    | Dilshod Bozorov      | Khujand                         | 8          |
| 5    | Akhtam Khamrakulov   | Vakhsh Qurghonteppa/Regar-TadAZ | 8          |
| 9    | Jahongir Aliev       | Istiklol                        | 7          |
| 9    | David Mawutor        | Istiklol                        | 7          |
| 9    | Nuriddin Khamrokul   | Barki Tajik                     | 7          |
| 9    | Navruz Rustamov      | Khosilot Farkhor                | 7          |

### Hattricks
| Speler                | Voor             | Tegen         | Resultaat | Datum             |
| --------------------- | ---------------- | ------------- | --------- | ----------------- |
| Jones Agbley          | Khayr Vahdat     | Ravshan Kulob | 4-0       | 10 april 2016     |
| Kamil Saidov5         | Khosilot Farkhor | Khayr Vahdat  | 6-0       | 14 augustus 2016  |
| David Mawutor         | Istiklol         | Khujand       | 10-1      | 18 september 2016 |
| Manuchekhr Dzhalilov  | Istiklol         | Khujand       | 10-1      | 18 september 2016 |
| Amirdzhon Safarov     | Barki Tajik      | Vakhsh        | 4-0       | 25 september 2016 |
| Manuchekhr Dzhalilov5 | Istiklol         | Parvoz        | 8-2       | 10 oktober 2016   |

- 5 speler maakt een 5 doelpunten

1992 · 1993 · 1994 · 1995 · 1996 · 1997 · 1998 · 1999 · 2000 · 2001 · 2002 · 2003 · 2004 · 2005 · 2006 · 2007 · 2008 · 2009 · 2010 · 2011 · 2012 · 2013 · 2014 · 2015 · 2016 · 2017 · 2018 · 2019 · 2020 · 2021 · 2022 · 2023 · 2024 · 2025
Chatlon · 
Choedzjand ·
CSKA Pomir · 
Doesjanbe-83 · 
Fajzdjand · 
Istaravshan · 
Istiklol · 
Koektosj Rudaki · 
Lokomotiv Pomir · 
Regar-TadAZ